# Luitpoldbau

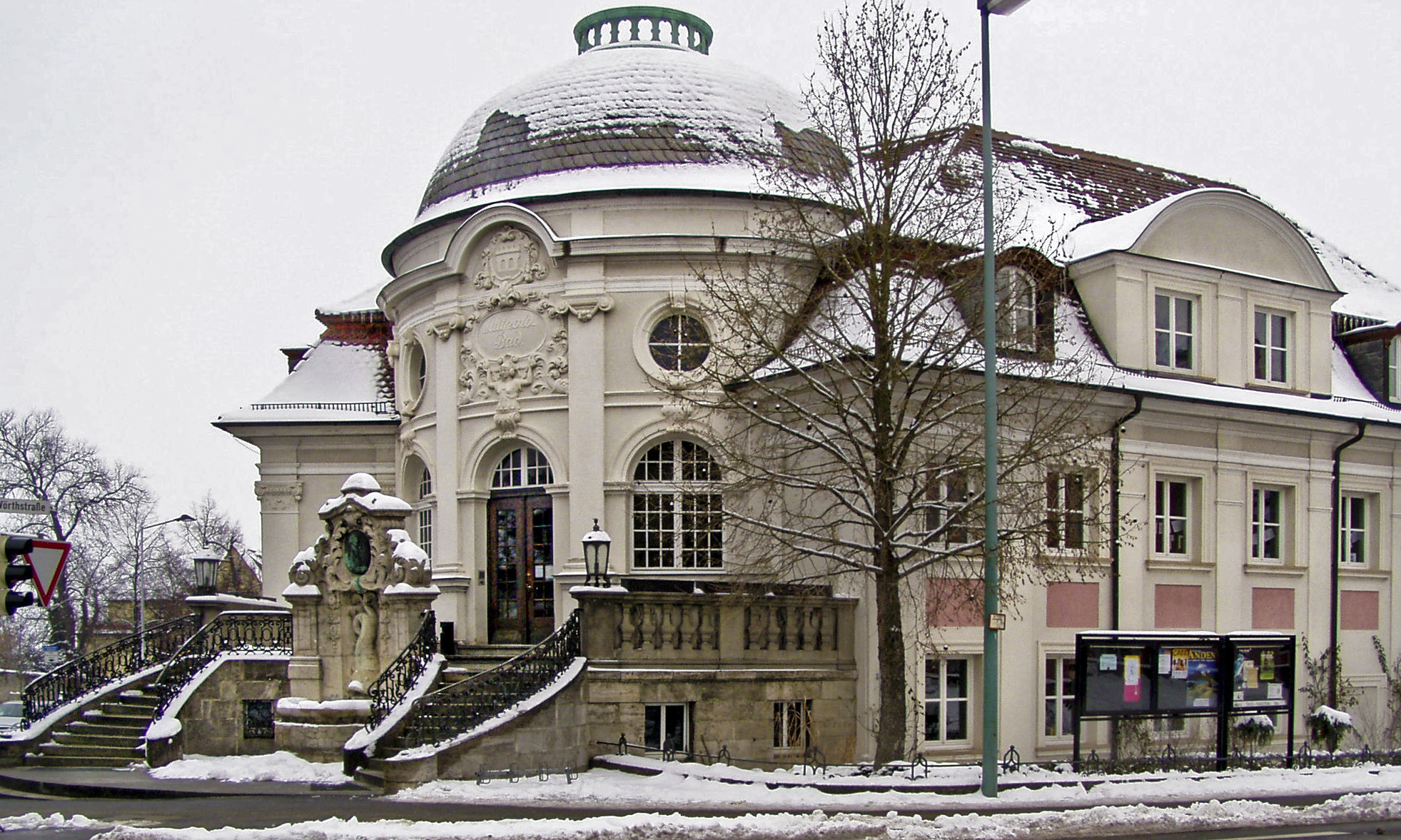
Der Luitpoldbau am Hindenburgring Süd 3

Der Luitpoldbau (früher Prinz-Luitpold-Bad, kurz Luitpoldbad, Adresse Hindenburgring Süd 3) ist ein denkmalgeschütztes Gebäude am Rande der Altstadt der Großen Kreisstadt Kitzingen in Unterfranken. Zunächst als Badeanstalt errichtet, beherbergt es heute die Volkshochschule Kitzingen und die Stadtbibliothek.

## Geschichte

### Vorgeschichte
Die Geschichte des Luitpoldbaus ist eng mit den mangelnden Hygienebedingungen in Deutschland zu Beginn des 20. Jahrhunderts verbunden. 1906 existierten im gesamten Deutschen Reich lediglich 19.000 Badewannen. In Kitzingen bestand seit 1864 eine Wasserleitung, an die allerdings nur die wenigsten Häuser angeschlossen waren. Die meisten Stadtbewohner nutzten stattdessen die 17 städtischen Trink-Wasserbrunnen, die sich über das Stadtgebiet verteilten. Der als Volksbad errichtete Luitpoldbau entstand vor allem, um diese Zustände zu verbessern.
Initiator war der Weinhändler Wilhelm Meuschel. Er spendete der Stadt 1909 anonym insgesamt 10.000 Mark, die für den Bau eines Volksbades angelegt werden sollten. In der Folge begannen auch andere, vermögende Kitzinger Geld für den Bau zu spenden. Stand der Stadtrat dem Bau zunächst noch skeptisch gegenüber, entschloss man sich schließlich eine Kommission zu bilden, in die neben Meuschel auch der Bürgermeister Ludwig Graff und mehrere Mitglieder der Weinhändlerfamilie von Deuster berufen wurden.
Die Pläne wurden konkreter, als der Kommerzienrat Julius Preller nochmals 30.000 Mark und ein 1.830 m² großes Grundstück für das Volksbad spendete. Das neue Bad sollte an der Ecke Glacisstraße/Wörthstraße zwischen Stadtmauer und Bahnhof im Süden der Altstadt entstehen. 1912 waren bereits 114.000 Mark aus Spenden zusammengekommen, sodass der gesamte Bau fast ausschließlich durch private Geldmittel finanziert werden konnte. Im Mai 1912 genehmigte der bayerischen Königshof die Namensführung des zukünftigen Volksbades. Es wurde nach dem Prinzregenten „Prinz-Luitpold-Bad“ genannt.

### Vom Luitpoldbad zum Luitpoldbau

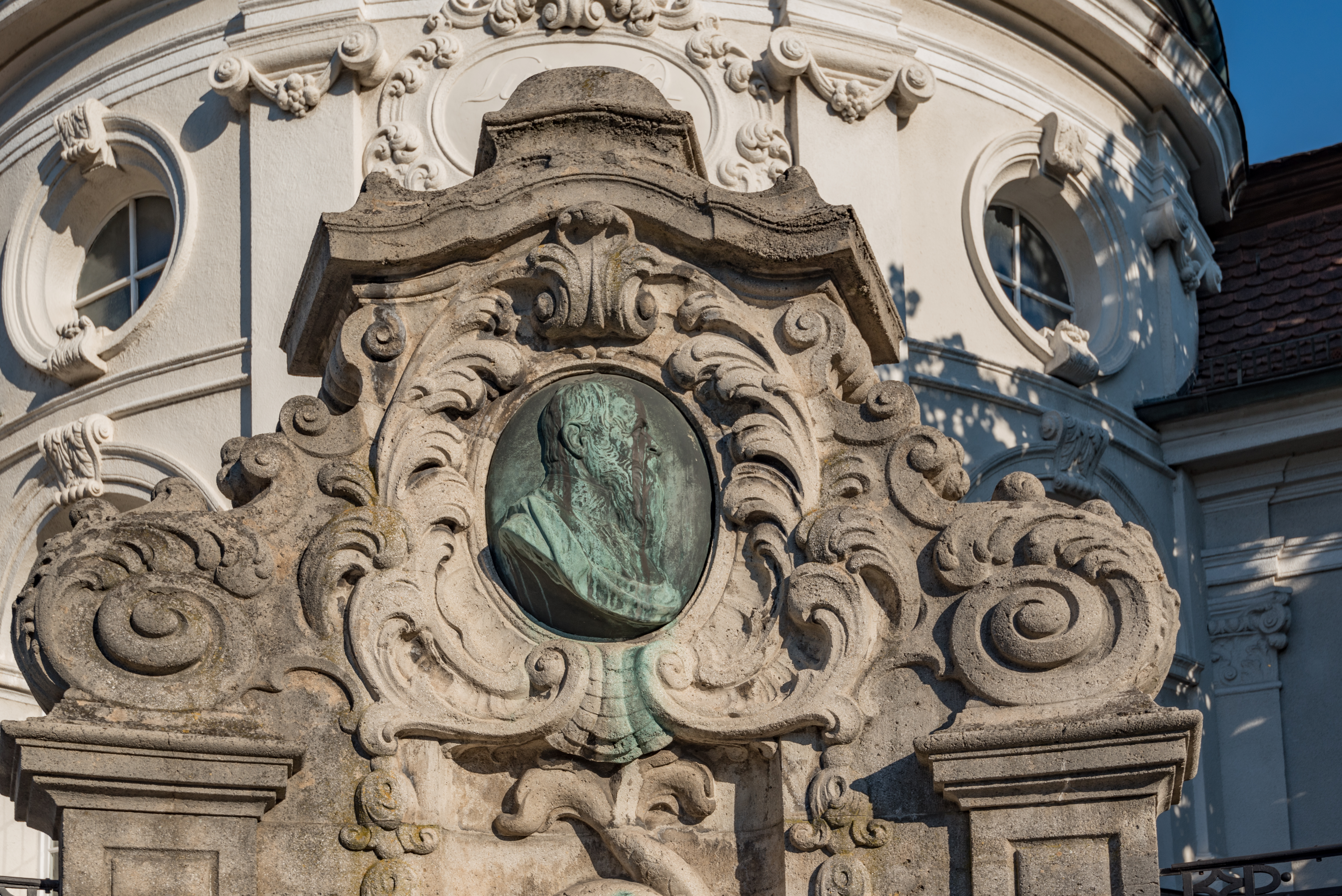
Das Relief am Brunnen vor dem Luitpoldbau erinnert an den Namensgeber Prinzregent Luitpold von Bayern

Bereits 1911 waren die ersten Pläne durch den Münchner Regierungsbaumeister Georg Völker entstanden. Ende November 1912 überarbeitete der Coburger Stadtbaurat Böhme die Pläne, wobei viele Elemente der ersten Ausführungen erhalten blieben. Für die künstlerischen Arbeiten hatte man den aus Kitzingen stammenden Hofmaler Georg Hartner gewinnen können. Am 30. September 1913 wurde der Grundstein für das zukünftige Volksbad gelegt, das auch für Sol- und Heilbäder eingerichtet werden sollte.
Kitzingen bemühte sich zu Beginn des 20. Jahrhunderts darum, zu einer Kurstadt zu werden. Bei Bohrungen am Reubelshof wurden ergiebige Steinsalzlager gefunden, die sich für Kurzwecke eigneten. 1911 hatte man am sogenannten Hadla-Tempel nahe dem Falterturm bereits einen kleinen Kurbetrieb gestartet. Allerdings wurden die umfassenden Pläne nie verwirklicht, vor allem der Ausbruch des Ersten Weltkrieges und die mangelnde Finanzierung nach dem Krieg waren hierfür der Grund.
Die Bauleitung für das zukünftige Volksbad hatte der Kitzinger Architekt Peter Schiffer inne. Man plante den bayerischen König Ludwig III. und seine Frau am Tag der Einweihung zu empfangen. Als Tag der Einweihung war der 29. Juni 1914 auserkoren. Die politischen Folgen des am 28. Juni verübten Attentats von Sarajevo, die schließlich zum Ersten Weltkrieg führen sollten, machten diese Pläne jedoch zunichte. Erst am 2. Juli 1914 konnte der Badebetrieb im neuen Volksbad beginnen.
In der Folgezeit investierte die Stadt immer wieder viel Geld in die Anlagen im Bad. Unmittelbar nach dem Ersten Weltkrieg erhielt das Prinz-Luitpold-Bad Anlagen für Fichtennadelbäder, Sprudel-, Sauerstoff- und Vollbäder. Zusätzlich wurden noch elektrische Vibrationsmassagen angeboten. Allerdings musste das Haus wegen des Kohlemangels immer wieder im Winter seine Pforten schließen. Die Bevölkerung nahm das neue Bad auch nicht im gewünschten Maße an und die Besuchszahlen blieben gering. Allerdings bestand das Bad auch während des Nationalsozialismus. Erst nach der Bombardierung vom 23. Februar 1945 schloss das Bad.
Die Amerikaner bemühten sich nach dem Krieg darum, das Bad wieder der Öffentlichkeit zugänglich zu machen. Die mangelnde Rentabilität führte dann in den 1970er Jahren zur Schließung des Bades. Ab Frühjahr 1977 begann man das historische Gebäude umzubauen, zuvor war ein Abriss diskutiert worden. Am 15. und 16. Oktober 1982 wurde das neue Kulturzentrum Luitpoldbau eingeweiht. In den Räumlichkeiten ist seitdem die Volkshochschule Kitzingen untergebracht. Die Stadtbücherei bestand bereits während der Zeit des Bades im Haus, erhielt nun aber mehr Platz.

## Beschreibung
Das ehemalige Volksbad wird vom Bayerischen Landesamt für Denkmalpflege als Baudenkmal eingeordnet. Es präsentiert sich als zweiflügeliger, zweigeschossiger Mansarddachbau mit Kuppelhalle im Eingangstrakt und wurde im Prinzregentenstil errichtet. Zentral präsentiert sich das Vestibül mit einer Kuppel, von dem aus das zentrale Treppenhaus die Erschließung des Gebäudes übernimmt. Die Kuppel wurde nach dem Vorbild des Barockschlosses Solitude bei Stuttgart errichtet. Die doppelläufige Treppe umrahmt einen Trinkbrunnen, der bereits auf die Funktionen des Bades hinweist.
Der Innenraum des ehemaligen Volksbades wurde durch die Umbauten in den 1970er Jahren stark verändert. Lediglich die Malereien im Vestibül, die vom Hofmaler Georg Hartner geschaffen wurden, erinnern mit ihren nautischen Motiven noch an die vorherige Nutzung als Bad. Die größten Eingriffe nahm man am östlichen Flügel vor, dessen eingeschossiger Anbau aufgestockt wurde. Das charakteristische Schieferdach wurde verlängert, den Hof zwischen den beiden Flügeln erneuerte man umfassend.